# Į
De  Į (onderkast: į) is een in het Latijns alfabet voorkomende letter. De letter wordt gevormd door het karakter I met een daaronder geplaatste ogonek, staartje in het Pools. De letter wordt onder meer gebruikt in het Litouws, Navajo, en Tlingit.

## Gebruik
In het Litouws is het de 14e letter van het Litouws alfabet en wordt uitgesproken als een uitgerekte ongeronde gesloten voorklinker [iː]. In het verleden werd de letter op een nasale wijze uitgesproken.
De letter wordt gebruikt in verschillende inheemse talen van Amerika, in de meeste van deze talen wordt deze letter uitgesproken als een genasaliseerde ongeronde gesloten voorklinker [ĩ].

## Weergave op de computer
In Unicode vindt men de Į onder de codes U+012E (hoofdletter) en U+012F (onderkast). Ze hebben dezelfde codes in de ISO 8859-4-codeset.
In TeX worden de Į en į weergeven door respectievelijk \k{I} en \k{i} te gebruiken.
In HTML worden respectievelijk de codes &#302; voor de hoofdletter Į en &#303; voor de onderkast į gebruikt.